# ابن داود الحنبلي
زين الدين أبو الفرج عبد الرحمن بن أبي بكر بن داود بن عيسى الصالحي الدمشقي القادري المعروف بـ ابن داود الحنبلي (782هـ - 856هـ)، فقيه حنبلي.

## سيرته
ولد سنة 782 هـ بجبل قاسيون من دمشق، ونشأ بها فحفظ القرآن واشتغل. فأخذ الفقه عن تقي الدين ابن مفلح وعلاء الدين بن اللّحام، وأخذ عن أبيه (أبو الصقا أبو بكر بن داود الحنبلي) التصوف، وسمع عليه مؤلفه «أدب المريد والمراد» سنة 805هـ بطرابلس، منه تلقّن الذّكر، ولبس الخرقة. وأول سماعه للحديث بدمشق من ابن المحب الصامت، وسمع غالب «الصّحيح» عائشة بنت عبد الهادي وجمال الدين الشرائحي، وسمع ببعلبك على تاج الدين ابن بردس، ولازم ابن ناصر الدين. وحج غير مرة. وكان قائماً بالأمر بالمعروف والنّهي عن المنكر، راغباً في المساعدة على الخير، كريما، متواضعا، حسن الخط، محبباً للناس، يتردد إليه النواب والقضاة والفقهاء من كل مذهب. وكان معظماً عند الخاصة والعامة.
ومات ليلة الجمعة 29 ربيع الأول سنة 856 هـ بعد فراغه من قراءة أوراد ليلة الجمعة بيسير فجأة، وصلى عليه بعد صلاة الجمعة بالجامع المظفري.

## مؤلفاته
ألف كتباً كثيرا، قرئ عليه جميعهما، أو أكثرها، وحدث باليسير:
- الكنز الأكبر في الأمر بالمعروف والنّهي عن المنكر، في مجلدين.
- فتح الأغلاق في الحث على مكارم الأخلاق.
- مواقع الأنوار ومآثر المختار.
- الإنذار بوفاة المصطفى المختار.
- المولد الشريف.
- تحفة العبّاد في أدلّة الأوراد، في مجلد ضخم.
- الدّرّ المنتقى المرفوع في أوراد اليوم والليلة والأسبوع.
- نزهة النّفوس والأفكار في خواصّ الحيوانات والنّبات والأحجار، في ثلاث مجلدات.
- تسلية الواجم في الطّاعون الهاجم، في مجلد.
- روضة الأبصار في شرح غاية الاختصار في القراءات العشر لأئمة الأمصار.